# Linke-Hofmann R.I
Il Linke-Hofmann R.I fu un bombardiere pesante quadrimotore biplano sviluppato dall'azienda tedesco imperiale Linke-Hofmann-Werke nei tardi anni dieci del XX secolo.
Destinato ad equipaggiare i reparti da bombardamento della Luftstreitkräfte, la componente aerea del Deutsches Heer (l'esercito imperiale tedesco), durante la prima guerra mondiale, il modello, pur costruito in quattro esemplari, non riuscì mai ad entrare in servizio.

## Storia del progetto
Nel 1915 l'Idflieg, ente preposto all'amministrazione ed alla regolamentazione in merito alla Luftstreitkräfte, decise di emettere una specifica per una nuova classe di velivoli da bombardamento identificata come R-Typ (da Riesenflugzeuge, aereo gigante) caratterizzata dalle grandi dimensioni ed invitando le aziende aeronautiche nazionali a proporre dei progetti in tal senso. Al programma aderì anche la Linke-Hofmann, storica azienda di veicoli ferroviari che per esigenze belliche istituì una propria divisione aeronautica per la riparazione, manutenzione e produzione su licenza di velivoli militari.
Sfruttando l'esperienza maturata in tal senso l'ingegnere Paul Stumpf, responsabile dell'ufficio tecnico proveniente dalla Allgemeine Elektrizitäts-Gesellschaft (AEG), pianificò lo sviluppo di un nuovo modello che rispondesse a tali esigenze, disegnando un modello dall'aspetto per l'epoca inusuale e che introduceva, abbinandola ad una velatura convenzionale biplana, una serie di sofisticazioni tecnologiche che però pregiudicarono il futuro dello stesso.
I disegni e le intuizioni di Stumpf vennero poste al vaglio del personale del Modellversuchsanstalt der Motorluftschiff-Studiengesellschaft (MLStG), agenzia di studi aerodinamici con sede a Gottinga, dove la loro collaborazione elaborò una fusoliera dalle presunte rilevanti caratteristiche di aerodinamicità, di tipo "a valigia", ovvero stretta e sviluppata in senso verticale, completamente chiusa. Questa, oltre a integrare la cabina di pilotaggio e gli scompartimenti ad uso di equipaggio e armamenti, ospitava il gruppo di propulsione basato su quattro distinti motori Mercedes D.IVa da 260 PS (191 kW) ciascuno, i più potenti disponibili in quel momento, i quali tramite altrettanti organi di trasmissione, riduttori di velocità, frizioni e alberi di trasmissione, trasmettevano il moto alle due eliche montate in configurazione traente tra i due piani alari. Tale soluzione permetteva la possibilità da parte dell'equipaggio di accedere con facilità ai motori e di effettuare le eventuali riparazioni in caso di malfunzionamento in volo aumentando di conseguenza le possibilità di successo nei profili di missione.
I modelli utilizzati nei laboratori del MLStG diedero risultati positivi: qui le imponenti dimensioni della fusoliera, sviluppata in altezza con conseguente aumento della superficie frontale, non sembravano comportare effetti negativi nelle prestazioni complessive; su tali riscontri le autorità acconsentirono ad avviare la costruzione di un prototipo con tale impostazione.
La costruzione del modello 8/15, primo dei quattro prototipi identificati R.I in base al sistema di designazione Idflieg, venne iniziata a fine 1916, procedendo spedita e concludendosi nel gennaio dell'anno seguente. Caratteristica peculiare del velivolo, che denotava una certa libertà concessa dall'azienda nella sperimentazione da parte di Stumpf, era la ricopertura della parte posteriore della fusoliera, in Cellon, un tipo di celluloide, che data la sua trasparenza dava al modello un aspetto ancora più inusuale. Tale materiale era stato scelto dopo il suo utilizzo invece della usuale tela nella ricopertura di modelli di piccole dimensioni, in un ambito di sperimentazione sulla parziale invisibilità nei confronti del nemico rendendone difficoltoso l'avvistamento in volo. Tuttavia le prove in volo rivelarono che il materiale, riflettendo la luce solare, aumentasse la visibilità dell'aereo piuttosto che diminuirla, inoltre le sue caratteristiche erano dipendenti dalla temperatura, che ne variava sensibilmente la tensione, restringendosi o dilatandosi in base alla quota e all'irraggiamento solare più o meno intenso, creando continui e ingestibili cambiamenti di assetto, quest'ultimo anche causa di un progressivo ingiallimento del materiale. Tale soluzione tecnica fu oggetto di critiche, con l'azienda accusata di aver voluto utilizzare un materiale nuovo, del quale poco si sapeva, e non adeguatamente testato in campo aeronautico. Portato in volo per la prima volta nella primavera del 1917 dalla pista di Hundsfeld, nei pressi di Breslavia, nella Slesia allora parte del territorio prussiano, l'aereo evidenziò nelle successive prove una serie di problemi, il più evidente dei quali era una cronica carenza nelle qualità di volo che si contrapponeva alla leggerezza dei comandi, testati a terra con un vento contrario di 55 km/h, tanto da condurre a prevedere per la sua gestione un solo pilota.
Altre perplessità derivavano dall'architettura interna della fusoliera, divisa in tre piani; risultarono critici sia il posizionamento della cabina di pilotaggio nel livello superiore (soluzione che seppur aumentando considerevolmente la visibilità al pilota, ne precludeva l'efficacia in sede di atterraggio) che quello dei motori nella sezione inferiore, dato che questi si trovavano circondati dai serbatoi di combustibile ed attigui allo scompartimento bombe, configurazione che si prefigurava pericolosa in caso di incidente.
Ultima particolarità dell'8/15 era il carrello d'atterraggio, non tanto nello schema classico per il periodo, biciclo fisso con ruote montate su asse rigido integrato da un pattino d'appoggio sotto la coda, ma per l'utilizzo di ruote metalliche in acciaio prive di pneumatici.

## Utilizzatori
Germania
- Luftstreitkräfte

### Riviste
- (EN) The Linke-Hofmann Giant Machines (PDF), in Flight, No. 562 (No. 40, Vol. XI), 2 ottobre 1919.